# Kustołowi Kuszczi
Kustołowi Kuszczi (ukr. Кустолові Кущі) – wieś na Ukrainie, w obwodzie połtawskim, w rejonie połtawskim. W 2001 liczyła 784 mieszkańców, wśród których 758 jako ojczysty język wskazało ukraiński, 22 rosyjski, 1 mołdawski, 2 białoruski, a 1 inny.